# Dušan Mitana
Dušan Mitana (Morvamogyoród, 1946. december 9. – Pozsony, 2019. május 22.) szlovák író, forgatókönyvíró és dramaturg.

## Életrajz
Munkáscsaládban született, iskoláit Morvamogyoródon és Vágújhelyen végezte, utóbbi helyen 1964-ben érettségizett. Munkásként kezdett dolgozni, de nemsokára (1965) a pozsonyi Comenius Egyetemre került, a filozófiai karon újságírást hallgatott. 1967-ben e tanulmányait megszakította, a Mladá tvorba szerkesztőségébe került. 1967–1972 közt újból hallgató, de ekkor film- és televíziós dramaturgiát tanult a pozsonyi VŠMU-n (Zeneakadémia). 1973–1974 között a Romboid című folyóiratnál volt szerkesztő, 1975-től az irodalmi alkotásnak szentelte magát. Pozsonyban élt.

## Munkássága
Első irodalmi alkotásait a Mladá tvorba (Ifjú alkotás), majd hamarosan a Slovenské pohľady (Szlovák nézetek) és a Romboid című folyóiratok közölték. Könyvvel – egy elbeszélés-gyűjteménnyel – csak 1970-ben debütált. Műveiben az élethelyzetek groteszkségét ábrázolja, egyben az emberi létet mint abszurditást, az életet mint véletlenek és titkok sorozatát. Könnyedén összefonódik nála a racionális a fantasztikussal, a normális a patologikussal, a megszokott a bizarral, ezáltal a mindennapi történésekből is lebilincselő olvasmány lesz, nem egyszer váratlan fordulatokkal és befejeződésekkel.

## Művei

### Próza
- 1970 – Psie dni (Rémes idők), elbeszélés-gyűjtemény
- 1972 – Patagónia, novella
- 1976 – Nočné správy (Éjszakai hírek), novelláskötet
- 1984 – Koniec hry (A játék vége)
- 1987 – Na prahu (A küszöbön)
- 1991 – Hľadanie strateného autora (Az elveszett szerző keresése)
- 1993 – Slovenský poker (Szlovák póker)
- 1996 – Prievan (Huzat)
- 1998 – Pocity pouličného našinca (Egy hazai járókelő érzései)
- 1999 – Návrat Krista (Krisztus visszatérése)
- 2000 – Môj rodný cintorín (Nálunk a temetőben), pamäti (emlékek)
- 2001 – Krst ohňom (Tűzkeresztség)
- 2001 – Psie dni (Rémes idők)
- 2005 – Zjavenie (Jelenés), az Anasoft litera pályázat döntőjébe jutott.

### Költészet
- 1991 – Krutohory
- 1996 – Maranatha

### Forgatókönyvek
- 1973 – Škola lásky (A szerelem iskolája), televíziós játék
- 1974 – Dynamit (Dinamit), televíziós játék
- 1976 – Plukovník Chabert (Chabert ezredes), televíziós játék
- 1979 – A pobežím až na kraj sveta (És elfutok a világ végéig is), Mária Ďuríčková Majka Tárajka című könyve alapján készített film forgatókönyve

### Monográfiák
- Zdenka Ďuranová: Lieber tot als elendig. Das Suizid-Motiv in der slowakischen Gegenwartsliteratur am Beispiel der Kurzprosa Dušan Mitanas. Inkább holtan, mint nyomorultul (Az öngyilkosság-motívum a kortárs szlovák irodalomban Dušan Mitana kisprózája példáján), Marburg: Tectum 2010, Špeciálne:KnižnéZdroje/9783828822856|ISBN 978-3-8288-2285-6

## Magyarul
- A játék vége; ford. Ardamica Ferenc; Madách, Bratislava, 1986
- Jelenés; ford. Jakabffy Imre; Gondolat, Budapest, 2016
- Nálunk a temetőben; ford. Jakabffy Imre; Gondolat, Budapest, 2022

## Fordítás
- Ez a szócikk részben vagy egészben  a   Dušan Mitana című szlovák Wikipédia-szócikk ezen változatának fordításán alapul.  Az eredeti cikk szerkesztőit annak laptörténete sorolja fel. Ez a jelzés csupán a megfogalmazás eredetét és a szerzői jogokat jelzi, nem szolgál a cikkben szereplő információk forrásmegjelöléseként.